# 바우테르 살리스
바우테르 살리스(Walter Salles, 1956년 4월 12일 ~ )은 브라질의 영화 감독, 영화 편집자이다. 영화 《중앙역》을 통해 베를린 영화제 황금곰상을 수상했다.

## 작품 목록
- 중앙역 (1998)
- 태양의 저편 (2001)
- 시티 오브 갓 (2002)
- 모터싸이클 다이어리 (2004)
- 다크 워터 (2005)
- 사랑해, 파리 - 단편 "Loin du 16e" (2006)
- 그들 각자의 영화관 - 단편 "5,557 Miles From Cannes" (2007)
- 온 더 로드 (2012)
- 아임 스틸 히어 (2024)